# موسيقى إيطاليا

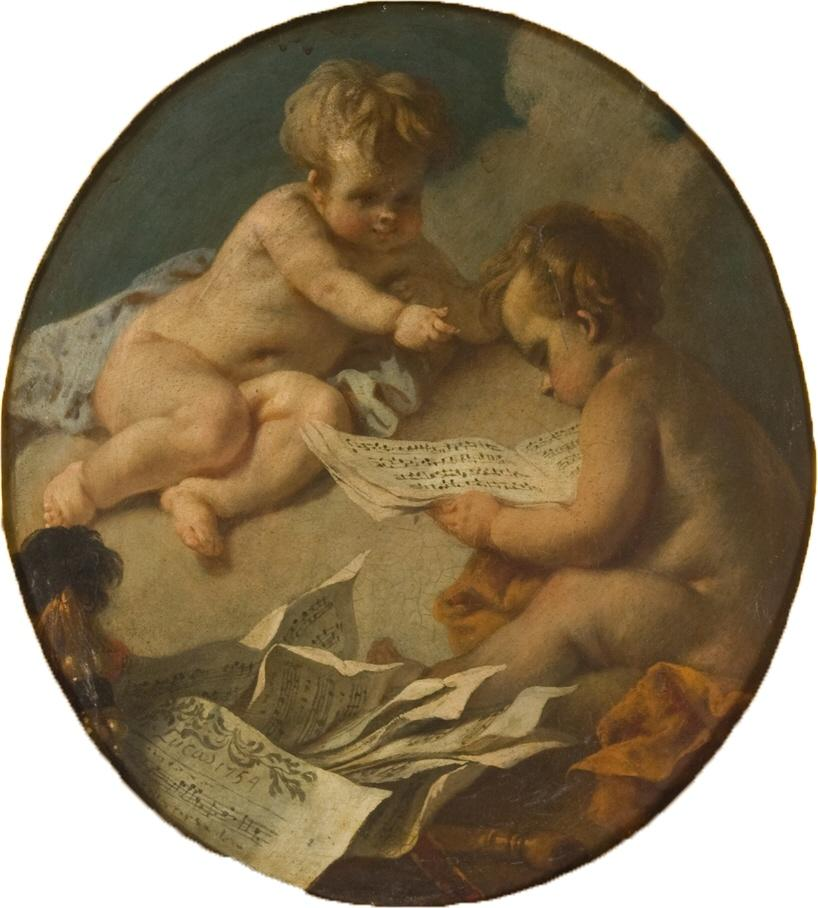

تتنوع موسيقى إيطاليا عبر طائفة واسعة من الأوبرا والموسيقى الكلاسيكية والأنماط التقليدية من مناطق البلاد المختلفة ومجموعة من الموسيقى الشعبية المستمدة من كل من المصادر المحلية والمستوردة. كانت الموسيقى تقليدياً واحدة من العلامات الثقافية للهوية الوطنية والعرقية الإيطالية وتحتل مركزاً هاما في المجتمع والسياسة. أدى الإبداع الموسيقي الإيطالي في السلم الموسيقي والمسرح إلى النهوض بالأوبرا في أواخر القرن السادس عشر والكثير من الموسيقى الكلاسيكية الأوروبية الحديثة مثل السيمفونية والكونشرتو.